# Coupe Charles Drago
Pour les articles homonymes, voir Drago.
La coupe Charles Drago était organisée par le Groupement des clubs autorisés. Elle permettait aux équipes professionnelles, éliminées avant les quarts de finale de la coupe de France, de se disputer un challenge. Elle fut organisée entre 1953 et 1965.

## Palmarès
| Édition | Vainqueur              | Finaliste             | Score                           | Lieu de la finale                |
| ------- | ---------------------- | --------------------- | ------------------------------- | -------------------------------- |
| 1953    | FC Sochaux-Montbéliard | Toulouse FC           | 3-3 (victoire à la pièce jetée) | Stade des Bruyères, Rouen        |
| 1954    | Stade de Reims         | Lille OSC             | 6-3                             | Parc des Princes, Paris          |
| 1955    | AS Saint-Étienne       | UA Sedan-Torcy        | 2-0                             | Parc des Princes, Paris          |
| 1956    | Nîmes Olympique        | Lille OSC             | 3-1                             | Parc des Princes, Paris          |
| 1957    | Olympique de Marseille | RC Lens               | 3-1                             | Parc des Princes, Paris          |
| 1958    | AS Saint-Étienne       | OGC Nice              | 2-1                             | Stade de la Prairie, Alès        |
| 1959    | RC Lens                | US Valenciennes-Anzin | 3-2                             | Parc des Princes, Paris          |
| 1960    | RC Lens                | SC Toulon             | 3-2                             | Stade Robert-Diochon, Rouen      |
| 1961    | AS Monaco              | RC Strasbourg         | 2-1                             | Parc des Princes, Paris          |
| 1962    | RCFC Besançon          | Havre AC              | 1-0                             | Parc des Sports, Limoges         |
| 1963    | FC Sochaux-Montbéliard | UA Sedan-Torcy        | 5-2                             | Stade Auguste-Bonal, Montbéliard |
| 1964    | FC Sochaux-Montbéliard | US Forbach            | 4-0                             | Stade Auguste-Bonal, Montbéliard |
| 1965    | RC Lens                | Girondins de Bordeaux | 4-0                             | Stade Félix-Bollaert, Lens       |

## Bilan par club
|    | Club                   | Titre | Finales perdues | Dernier titre |
| -- | ---------------------- | ----- | --------------- | ------------- |
| 1  | RC Lens                | 3     | 1               | 1965          |
| 2  | FC Sochaux-Montbéliard | 3     | 0               | 1964          |
| 3  | AS Saint-Étienne       | 2     | 0               | 1958          |
| 4  | AS Monaco              | 1     | 0               | 1961          |
| 5  | Olympique de Marseille | 1     | 0               | 1957          |
| -  | Stade de Reims         | 1     | 0               | 1954          |
| -  | Nîmes Olympique        | 1     | 0               | 1956          |
| -  | RCFC Besançon          | 1     | 0               | 1962          |
| 9  | Lille OSC              | 0     | 2               | -             |
| -  | UA Sedan-Torcy         | 0     | 2               | -             |
| 11 | Toulouse FC            | 0     | 1               | -             |
| -  | OGC Nice               | 0     | 1               | -             |
| -  | US Valenciennes-Anzin  | 0     | 1               | -             |
| -  | SC Toulon              | 0     | 1               | -             |
| -  | Havre AC               | 0     | 1               | -             |
| -  | US Forbach             | 0     | 1               | -             |
| -  | Girondins de Bordeaux  | 0     | 1               | -             |
| -  | RC Strasbourg          | 0     | 1               | -             |